# Jackie (película)
Jackie es una película de drama chileno-estadounidense, dirigida por Pablo Larraín y protagonizada por Natalie Portman, sobre la vida de  Jacqueline "Jackie" Kennedy Onassis. Fue estrenada el 7 de septiembre de 2016 en el Festival Internacional de Cine de Venecia de 2016, donde obtuvo el premio a Mejor Guion.

## Argumento
Esta película sigue a Jacqueline "Jackie" Kennedy Onassis en la época en que era primera dama en la Casa Blanca y su vida en los días siguientes al asesinato de su marido, el presidente John F. Kennedy, en 1963 en Dallas, Texas, Estados Unidos.

## Reparto

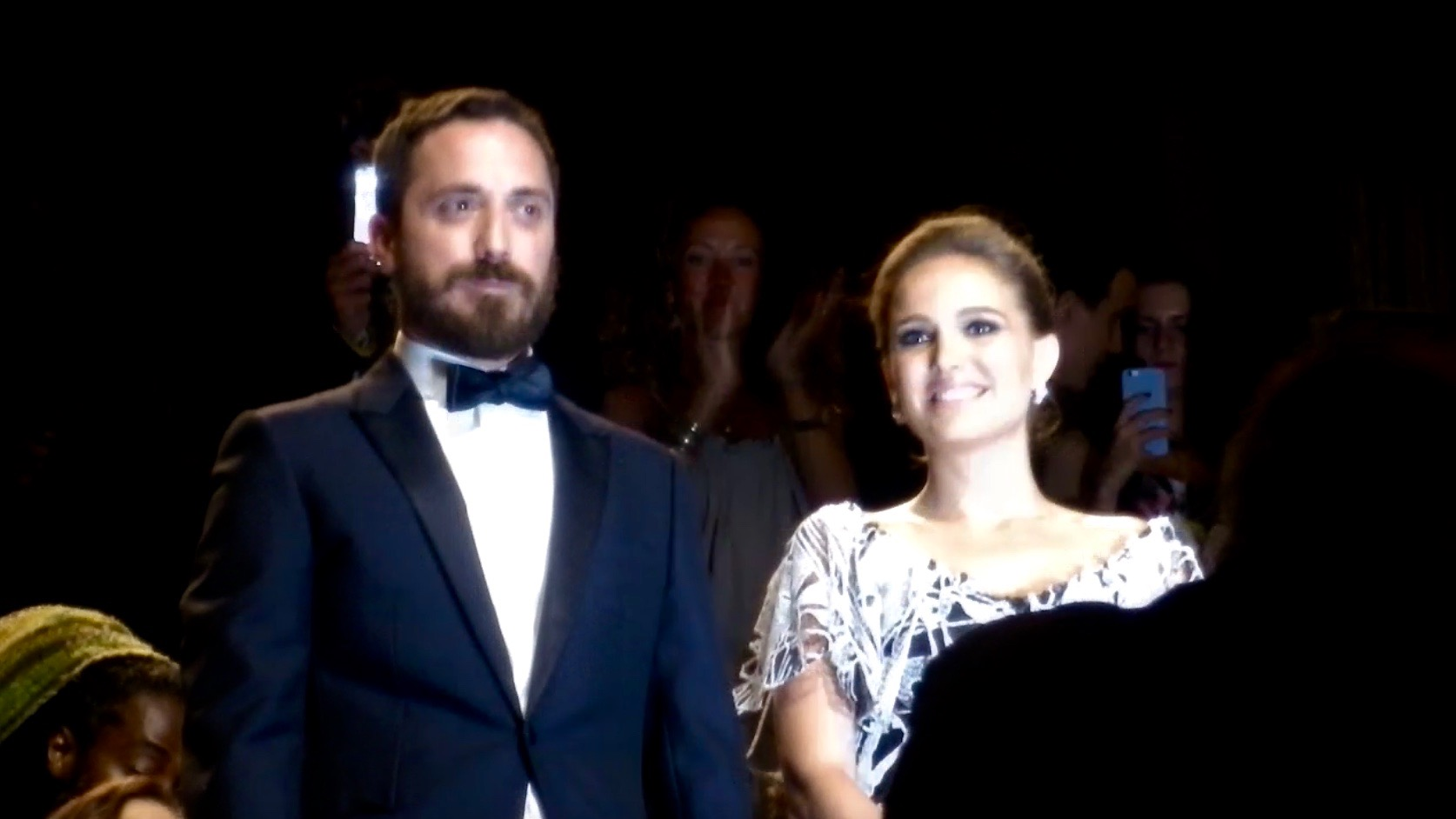
El director Pablo Larraín y la protagonista Natalie Portman durante la entrega de premios en el Festival Internacional de Cine de Venecia de 2016.

- Natalie Portman como Jacqueline "Jackie" Kennedy Onassis.
- Peter Sarsgaard como Robert F. Kennedy
- Greta Gerwig como Nancy Tuckerman.
- Richard E. Grant como William Walton.
- Caspar Phillipson como John F. Kennedy
- John Carroll Lynch como Lyndon B. Johnson
- Beth Grant como Lady Bird Johnson.
- Max Casella como Jack Valenti.
- Billy Crudup como Theodore H. White
- John Hurt como el sacerdote.
- Julie Judd como Ethel Kennedy.
- Brody y Aiden Weinberg como John F. Kennedy Jr.
- Sunnie Pelant como Caroline Kennedy.

## Producción
En abril de 2010, se anunció que Rachel Weisz sería la protagonista, con Darren Aronofsky para dirigir y producir la película. En septiembre de 2012, se anunció que Fox Searchlight Pictures cortejaba a Natalie Portman como protagonista de la película interpretando a Jacqueline "Jackie" Kennedy Onassis. Tanto Rachel Weisz como Darren Aronofsky se retiraron del proyecto. Pero tiempo después se anunció que Darren Aronofsky iba a producir la película, que sería dirigida por Pablo Larraín. Juan de Dios Larraín produciría bajo su productora Fábula, mientras que Scott Franklin y Aronofsky producirían bajo su productora Protozoa Pictures. En octubre de 2015 se anunció que Peter Sarsgaard participaría en la película interpretando a Robert F. Kennedy, y en el mismo mes Greta Gerwig se incorporó al reparto. LD Entertainment y China's Bliss Media también han pasado a figurar en la producción. La banda sonora corre a cargo de Mica Levi.

### Rodaje
El rodaje de la película comenzó el 16 de diciembre de 2015, en París, Francia. El 28 de febrero de 2016, escenas de la procesión funeraria de JFK se filmaron en el centro de Washington D. C..

### Estreno
La película tuvo su estreno mundial en el Festival Internacional de Cine de Venecia de 2016. También se proyectó en el Festival Internacional de Cine de Toronto el 11 de septiembre de 2016, y el estreno público tuvo lugar en 2017.

## Premios

### Festivales
| Año  | Festival                                  | Premio         | Categoría   | Recipiente     | Resultado |
| ---- | ----------------------------------------- | -------------- | ----------- | -------------- | --------- |
| 2016 | Festival Internacional de Cine de Venecia | León de Oro    | Mejor Guion | Noah Oppenheim | Ganador   |
| 2016 | Festival Internacional de Cine de Toronto | Platform Prize |             | Pablo Larraín  | Ganador   |

### Premios
| Año  | Premio                | Categoría          | Recipiente        | Resultado |
| ---- | --------------------- | ------------------ | ----------------- | --------- |
| 2016 | Gotham                | Mejor Actriz       | Natalie Portman   | Nominada  |
| 2016 | Critic's Choice Award | Mejor Actriz       | Natalie Portman   | Ganadora  |
| 2017 | Golden Globe          | Mejor Actriz Drama | Natalie Portman   | Nominada  |
| 2017 | SAG Awards            | Mejor Actriz       | Natalie Portman   | Nominada  |
| 2016 | Oscar                 | Mejor Actriz       | Natalie Portman   | Nominada  |
| 2016 | Oscar                 | Mejor vestuario    | Madeline Fontaine | Nominada  |
| 2016 | Oscar                 | Mejor banda sonora | Mica Levi         | Nominado  |

- 2016: Premios Oscar: Nominada a Mejor actriz (Portman), banda sonora y vestuario
- 2016: Premios BAFTA: Mejor diseño de vestuario. 3 nominaciones
- 2016: Premios Independent Spirit: Nominada a Mejor película, director, actriz y montaje
- 2016: Críticos de Los Ángeles: Nominada a Mejor banda sonora
- 2016: Satellite Awards: Mejor vestuario. 5 nominaciones